# Pampa de los Silvas (La Arena)
Pampa de los Silvas, también llamado Pampa de los Silva, es un caserío peruano ubicado en el distrito de La Arena, perteneciente a la provincia y departamento de Piura, al norte del Perú. 

## Ubicación
Pampa de los Silvas se ubica al oeste de la provincia de Piura, en el distrito de La Arena, en el departamento de Piura.

## Demografía
En 2017 Pampa de los Silvas tenía una población de 451 habitantes.
| Gráfica de evolución demográfica de Pampa de los Silvas entre 1993 y 2017 |
|                                                                           |
| Fuentes: Población 1993 y 2017                                            |